# Ossi Mildh
Ossi Mildh (Finlandia, 12 de mayo de 1930-16 de septiembre de 2015) fue un atleta finlandés especializado en la prueba de 400 m vallas, en la que consiguió ser medallista de bronce europeo en 1954.

## Carrera deportiva
En el Campeonato Europeo de Atletismo de 1954 ganó la medalla de bronce en los 400 m vallas, llegando a meta en un tiempo de 51.5 segundos, tras los soviéticos Anatoliy Yulin (oro con 50.5 segundos que fue récord de los campeonatos) y Yuriy Lituyev (plata con 50.8 segundos). Además ganó también el bronce en los relevos 4x400 m, tras Francia (oro) y Alemania Occidental (plata).